# RW Edizioni
RW Edizioni è una casa editrice di fumetti con sede a Napoli, nata nel 2010. "RW" si pronuncia "ru", traslitterazione in alfabeto latino del glifo egizio che simboleggia il leone presente nel logo dell'azienda.

## Storia
RW pubblica una linea di fumetti, Goen, dedicata a manga e manhwa in collaborazione con editori orientali quali Osamu Tezuka, Akita Shoten, Daewon, Ichijinsha, Kadokawa Shoten, Shogakukan, Shōnen Gahōsha e Square Enix. Una linea precedente, Lion, interrotta ad aprile 2020 con il passaggio dei diritti alla Panini Comics, è stata dedicata ai fumetti americani, in particolare della DC Entertainment, proprietaria dei marchi DC Comics (Batman, Superman, Lanterna Verde, Flash, Wonder Woman), Vertigo (Sandman, Hellblazer, Fables, Preacher) e MAD, della quale ha acquisito i diritti di pubblicazione e distribuzione a partire da gennaio 2012, subentrando alla Planeta DeAgostini, di cui prosegue il programma editoriale.
È stata costituita una terza linea editoriale di fumetti intitolata Lineachiara che si occupa della pubblicazione di fumetto franco-belga e non solo, vantando titoli fra i quali si possono annoverare Spirou di Rob Vel, Charles Dupuis e André Franquin, i Puffi e John e Solfamì di Peyo o Geppo di Giulio Chierchini, Giovan Battista Carpi e Pierluigi Sangalli.